# 정옥형
정옥형(1486년 ~ 1549년)은 조선 중기의 문신이다. 본관은 나주, 호는 월봉, 자는 가중, 시호는 공안이다. 명종 때 좌찬성을 지냈다. 정응두의 아버지이다.

## 생애
1513년에 식년문과에 병과로 급제했고 1516년에 기사관에 제수되었다. 이후 수찬, 검토관 등을 거쳐서 1518년에는 홍문관교리에 제수되었다. 이후 다시 헌납, 시독관, 사헌부지평, 교리 등을 지냈고 1519년에도 헌납과 지평을 지냈다. 이후 1521년에 의정부검상, 의정부사인을 지냈고 1522년에 다시 홍문관교리에 제수되었으며 사헌부장령, 필선 등을 거쳐서 1523년에는 홍문관응교, 시강관, 1524년에는 다시 응교를 거쳐 사간, 사헌부집의를 지냈고 1525년에는 홍문관전한, 시강관을 거쳐서 홍문관직제학이 되었고 이후 홍문관부제학으로 승차하여 당상관의 반열에 올랐다. 이후 참찬관을 겸했고 1526년에는 좌부승지에 임명되었다. 이후 우승지를 지냈고 1529년에는 병조참지를 거쳐서 이조참의로 옮겼다가 1531년에는 좌승지가 되었고 1533년에는 도승지로 영전한 뒤에 호조참판으로 승진해서 재상의 반열에 올랐고 대사헌에도 올랐다. 이후 대사간으로 옮겼다가 1534년에는 충청도관찰사가 되었고 1536년에는 동지성균관사, 동지의금부사를 겸했다. 이후 동지중추부사로 옮겼고 병조참판으로 영전한 뒤에 1537년에는 진하사로 명나라에 다녀오고 예조참판이 되었다. 이후 이조참판으로 옮겼다가 경기도관찰사가 되었고 1538년에는 다시 병조참판이 되었다. 1539년에는 공조판서가 되어서 정경의 반열에 오르고 우참찬으로 옮겨서 영위사로 명나라에 다녀왔다. 이후 형조판서를 거쳐서 다시 의정부우참찬이 되고 1540년에는 다시 사헌부대사헌을 하다가 의정부우참찬을 거쳐서 예조판서에 제수되었다. 이후 의정부좌참찬으로 제수되었다. 이후 좌참찬에서 물러났다가 1543년에 지돈녕부사로 복귀했고 다시 예조판서를 거쳐서 1544년에는 병조판서에 제수되었다. 인종 즉위 후인 1545년에는 다시 좌참찬이 되었고 명종 즉위 후 을사사화 당시에 대윤을 몰아내는 데 공을 세워서 3등공신에 봉해지고 금천군에 봉해졌으며 다시 형조판서로 임명되었다. 1546년에는 우찬성을 거져서 좌찬성에 제수되었다. 이후 의정부좌찬성에서 물러난 뒤에 1549년에 별세혔다.